# Сани Сајд (Џорџија)
Сани Сајд (Џорџија) (енгл. Sunny Side) град је у америчкој савезној држави Џорџија. По попису становништва из 2010. у њему је живело 134 становника.

## Демографија
Према попису становништва из 2010. у граду је живело 134 становника, што је 8 (5,6%) становника мање него 2000. године.
| Група             | 2000.       | 2010.       |
| Белци             | 138 (97,2%) | 128 (95,5%) |
| Афроамериканци    | 0 (0,0%)    | 4 (3,0%)    |
| Азијати           | 0 (0,0%)    | 0 (0,0%)    |
| Хиспаноамериканци | 0 (0,0%)    | 2 (1,5%)    |
| Укупно            | 142         | 134         |